# Adam Smith (Politiker)

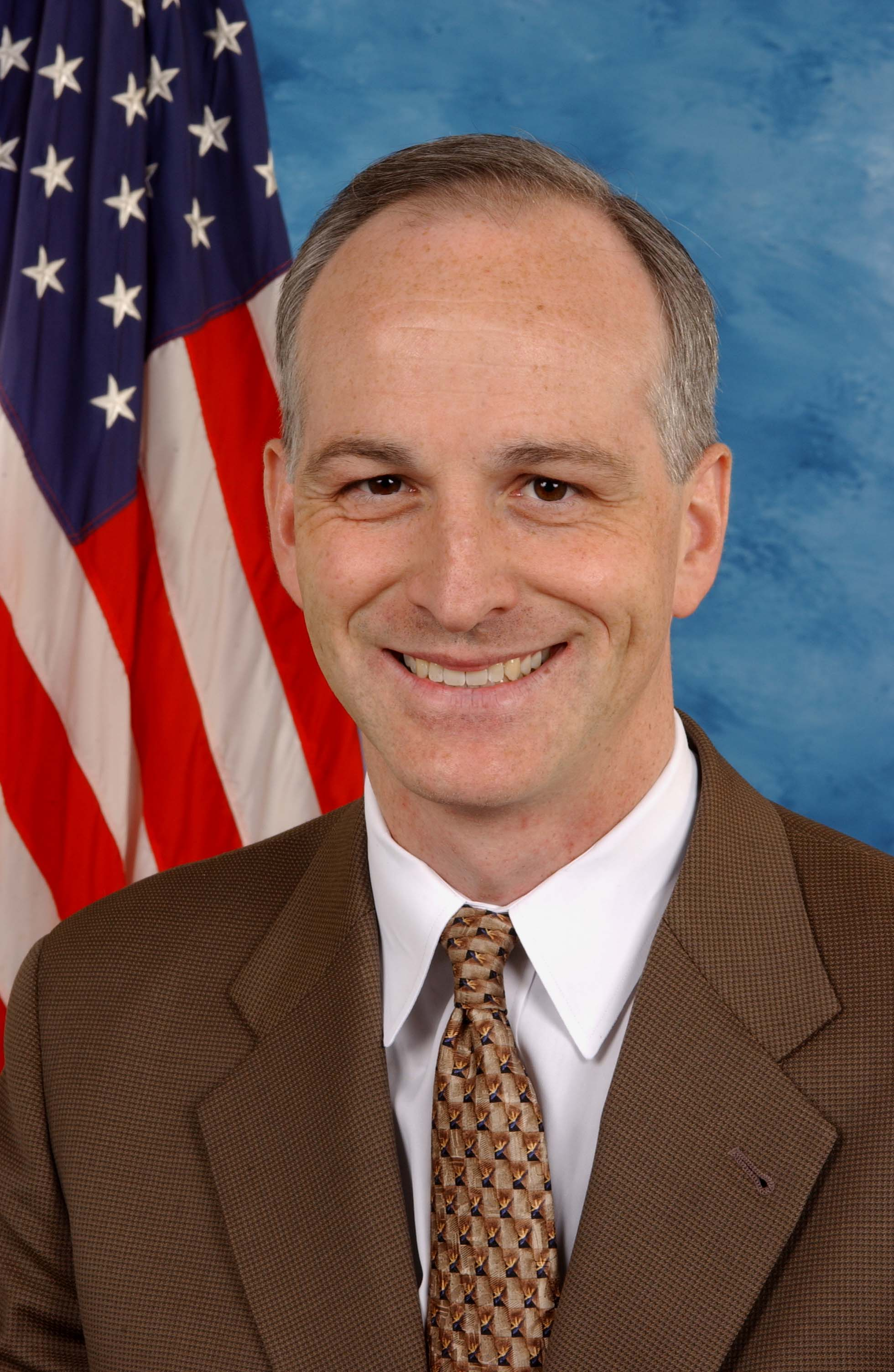
Adam Smith

David Adam Smith (* 15. Juni 1965 in Washington, D.C.) ist ein US-amerikanischer Politiker, der seit 1997 für die Demokratische Partei Mitglied des US-Repräsentantenhauses ist, wo er den neunten Kongresswahlbezirk des Bundesstaats Washington vertritt.

## Privatleben
Sein Vater war Arbeiter am Seattle-Tacoma International Airport und in einer Gewerkschaft aktiv. Adam Smith wuchs im Bundesstaat Washington auf und machte 1983 seinen High-School-Abschluss in Seattle. Darauf studierte er an der University of Washington Jura, schloss sein Studium 1990 ab und war im Anschluss als Rechtsanwalt tätig. Von 1993 bis 1995 war als Staatsanwalt (prosecutor) der Stadt Seattle angestellt.

## Politik
Politisch schloss er sich der Demokratischen Partei an. Noch während seines letzten Jahres an der Universität, bewarb er sich 1990 erfolgreich für den Senat von Washington. Bei seinem Antritt war er mit 25 Jahren der jünsgte Abgeordnete im Senat. Dort war von 1991 bis 1996 tätig. Bei den Kongresswahlen des Jahres 1996 wurde er als Kandidat seiner Partei im neunten Wahlbezirk des Staates Washington in das US-Repräsentantenhaus in Washington, D.C. gewählt, wo er am 3. Januar 1997 sein neues Mandat antrat. In seine Zeit als Kongressabgeordneter fielen die Terroranschläge am 11. September 2001, der Irakkrieg und der Militäreinsatz in Afghanistan. Er gehört mehreren Congressional Caucuses an. Er gilt als moderat und leitet die Organisation New Democrat Coalition. Smith stimmte nicht immer mit der offiziellen Parteilinie überein. Im Oktober 2002 war er beispielsweise einer von 81 Demokraten die für den Irakkrieg stimmten. Er wurde bisher vierzehn Mal wiedergewählt, einschließlich der Wahl 2024. Seine aktuelle Legislaturperiode im 119. Kongress der Vereinigten Staaten läuft bis zum 3. Januar 2027.
Seit dem 3. Januar 2021 ist er der Vize-Vorsitzender der demokratischen Fraktion im Repräsentantenhaus. Außerdem ist er derzeit Mitglied und ranghöchstes Oppositionsmitglied des Committee on Armed Services (Ausschuss über die Streitkräfte). Im Juli 2024 hat er als der sechste Demokratische Abgeordnete den amtierenden US-Präsidenten Joe Biden aufgefordert, die Kandidatur für die Präsidentschaftswahl 2024 abzubrechen.